# Ludo Doensen
Ludo Doensen (Venlo, 11 april 1974) is een voormalig Nederlands profvoetballer die als doelman speelde.
Doensen doorliep de jeugdopleiding van RKSV FCV Venlo en maakte pas op 17-jarige leeftijd de overstap naar VVV. Een jaar later, bij aanvang van het seizoen 1992/93, werd hij als tweede keeper aan de selectie van de hoofdmacht toegevoegd. Vanwege een schorsing van eerste keeper John Roox maakte hij op 6 december 1992 zijn profdebuut in de uitwedstrijd bij RBC. Dat werd geen succes: VVV verloor met 5-1, mede doordat de 18-jarige doelman een paar fouten maakte. Even later trok VVV een meer ervaren stand-in aan: Jos Smits. Doensen werd daardoor derde keus en vertrok na afloop van het seizoen naar RKVV Volharding. Later zou hij ook nog spelen in Duitsland en bij VV DBS. Doensen sloot zijn loopbaan af bij zijn oude club, FCV.

## Statistieken
| Seizoen         | Club            | Competitie      | Competitie | Competitie | Beker | Beker | Playoff | Playoff | Totaal | Totaal |
| Seizoen         | Club            | Competitie      | Wed.       | Dlp.       | Wed.  | Dlp.  | Wed.    | Dlp.    | Wed.   | Dlp.   |
| --------------- | --------------- | --------------- | ---------- | ---------- | ----- | ----- | ------- | ------- | ------ | ------ |
| 1992/93         | VVV             | Eerste divisie  | 1          | 0          | 0     | 0     | –       | –       | 1      | 0      |
| Carrière totaal | Carrière totaal | Carrière totaal | 1          | 0          | 0     | 0     | 0       | 0       | 1      | 0      |